# Jay Fulton
Jay Fulton (Bolton, 4 aprile 1994) è un calciatore scozzese, centrocampista del Swansea City.

## Carriera

### Club
Dopo 83 partite nella seconda serie scozzese con il Falkirk, si trasferisce in Inghilterra giocando in Premier League con lo Swansea City.

### Nazionale
Ha giocato nella nazionale scozzese Under-19.
Il 13 ottobre 2015 ha giocato una partita di qualificazione agli Europei Under-21, giocando da titolare nello 0-0 casalingo contro i pari età islandesi.

## Palmarès

### Club

#### Competizioni nazionali
- Scottish Challenge Cup: 1

Falkirk: 2011-2012
- Football League One: 1

Wigan: 2017-2018